# Roberto Saviano
Roberto Saviano (født 22. september 1979 i Napoli) er en italiensk forfatter og journalist. I sine litterære værker og reportager beskæftiger han sig med fænomenet organiseret kriminalitet.

## Biografi
Roberto Saviano afsluttede sit filosofistudium på Università degli Studi di Napoli – Federico II med et diplom. Han har modtaget flere priser for sin bog "Gomorra" (da: Mafiaen i Napoli), bl.a. fra Premio Viareggio. Titlen henviser til den syndige bibelske by, men også til navnet på den napolitanske mafia "Camorra". "Gomorra" er en blanding af journalistisk reportage og romanformen, hvor vi i en selvbiografisk stil involveres i det altomfattende net af kriminelle strukturer som Camorra'en besidder i Campania, hvor Napoli er hovedstaden. Det er fra offentlige licitationer som indkøbscentre og højhastighedstog, produktion af det verdenskendte italienske modetøj i små illegale fabrikker, til politikere der smøres, til meget afgørende forbindelser til den østeuropæiske mafia samt terrorister i mellemøsten, der er Camorraens genstand for handel. Men også en grundig beskrivelse af hvordan fattigdom, arbejdsløshed og mangel på tro på fremtiden får unge til at gå ind i organisationen, der ses som den eneste mulighed for at opnå succes. Han beskriver hvordan der er et næsten symbiotisk forhold mellem de kriminelle organisationer og det på overfladen legale forretningsliv, der nok må betale for beskyttelsen men samtidigt profiterer på billig arbejdskraft, sikre leverancer og omgåelse af bureaukratiske problemer.
Da bogen leverer et utal af konkrete navne og steder, har Roberto Saviano oplevet en serie af mordtrusler fra de ledende klan-medlemmer siden han udkom med sin bog, så han står efter opfordring fra Umberto Eco under indenrigsministeriets beskyttelse og skifter konstant bopæl. Indtil udgivelsen boede han i Napoli.